# Storia della Sardegna aragonese
Con la conquista dei territori pisani appartenuti al Giudicati di Cagliari e di Gallura, insieme a quelli dell'ex-Repubblica di Sassari, nel 1324 si realizzò concretamente il primo nucleo del Regno di Sardegna e Corsica voluta da Bonifacio VIII nel 1297 ed inizia la Storia della Sardegna aragonese che si protrasse fino al 14 gennaio 1479, quando dall'unione personale tra Ferdinando II d'Aragona e Isabella di Castiglia si originò la Corona di Spagna, anche se la Corona d'Aragona fu sciolta formalmente solo col passaggio della Corona di Spagna alla nuova dinastia borbonica, all'inizio del XVIII secolo. I centocinquanta anni che caratterizzarono tale periodo rappresentarono per l'isola un brusco regresso, a causa delle guerre fra catalano-aragonesi, repubbliche marinare e arborensi, e per le violente epidemie che l'accompagnarono. Questo pose fine al processo di rinnovamento economico e culturale che Pisa, Genova, i Giudicati e la Chiesa stessa con i suoi ordini monastici avevano portato avanti per tre secoli.

## La corona d'Aragona

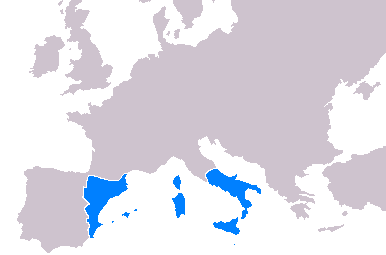
Nel 1324 il regno di Sardegna entrò a far parte del variegato complesso di Stati che formavano la Corona d'Aragona

Durante il XIII secolo, al tempo di Pietro III d'Aragona, la corona di Aragona era protesa verso un'audace espansione politica e mercantile su tutta l'area mediterranea, in netta concorrenza con le marinerie pisane, genovesi e veneziane alle quali contendeva il predominio sui ricchi mercati orientali. Grazie ad una rotta d'altura (ruta de las islas), attraverso le isole Baleari, la Sardegna, la Sicilia, la Grecia e Cipro, e per mezzo di empori lungo queste tappe intermedie, i catalani riuscivano a dimezzare i tempi di percorrenza delle navi mercantili, con un gran risparmio sui costi sulla tratta da Barcellona a Beirut. La Sardegna, per la sua posizione strategica, era una base indispensabile per questo audace progetto in quanto i suoi porti costituivano un approdo ideale per le navi che percorrevano quelle rotte. Per sostenere questo ambizioso progetto, nel 1262, Pietro III d'Aragona aveva contratto matrimonio con Costanza di Hohenstaufen di Svevia, figlia di Manfredi re di Sicilia. Dopo la battaglia di Benevento e di Tagliacozzo che videro Manfredi e Corradino di Svevia sconfitti dagli eserciti di Carlo I d'Angiò, il regno di Sicilia divenne francese ed iniziò un aspro conflitto conosciuto come la guerra del Vespro che oppose Carlo I d'Angiò a Pietro III d'Aragona. Nel 1297 il papa Bonifacio VIII, allo scopo di risolvere i contrasti tra gli Angiò e gli Aragona per il possesso della Sicilia, creò il Regno di Sardegna e Corsica, assegnandolo, in "feudo perpetuo", al re d'Aragona Giacomo II, a patto che egli rinunciasse a quello di Sicilia. A seguito di questa concessione il re aragonese iniziò l'occupazione della Sardegna.

### Invasione della Sardegna
Da quando poi Giacomo II d'Aragona, ricevuta la corona del regno di Sardegna e Corsica, si trovò nella condizione di non poter sostenere economicamente la dispendiosa conquista militare e si trovò nella necessità di invocare l'aiuto dei suoi sudditi, allora l'isola rappresentò per i catalano-aragonesi una terra che prometteva facili arricchimenti. Rispondendo positivamente al loro sovrano, contribuirono in prima persona al finanziamento delle spedizioni militari, spinti dalla certezza di una lauta ricompensa. A conquista avvenuta, infatti, il re premiò generosamente chi aveva contribuito al successo, distribuendo cariche, prebende, terre e privilegi. Delle famiglie catalane che si insediarono in quel periodo, oggi alcune sono ancora presenti nell'isola, come gli Aymerich, i Canelles e i Sanjust.

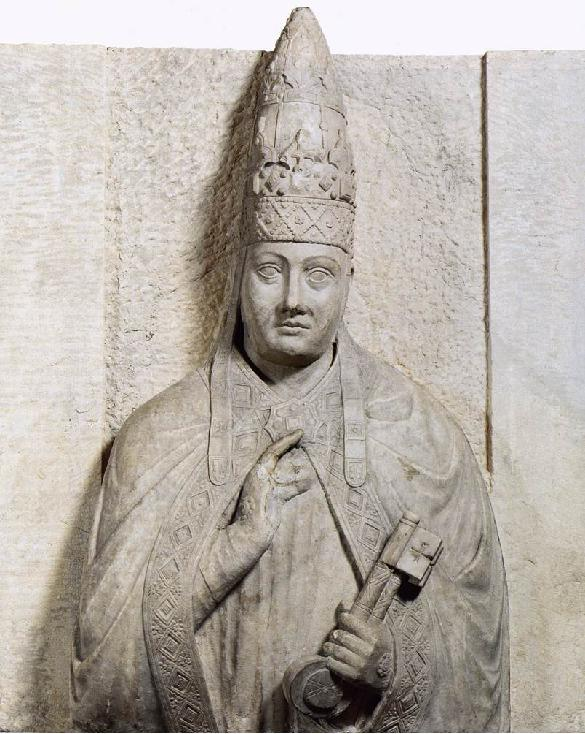
Papa Bonifacio VIII. Fu lui, nel 1297, a volere il regno di Sardegna e Corsica

### Nascita del Regno di Sardegna
La presa di possesso del Regno - come di consueto a quei tempi - fu un'operazione militare vera e propria e si verificò solamente nel 1324 sottraendo i territori della Gallura e del cagliaritano ai pisani. Prima di invadere la Sardegna, Giacomo II il Giusto, si alleò con i Malaspina, con i Doria e con Ugone II di Arborea. Scaturito da un errato calcolo politico, il contributo militare dato dai sardi arborensi alla realizzazione di una testa di ponte sull'isola, per conto del regno di Sardegna e Corsica, fu determinante. Ugone II infatti si alleò con Giacomo II di Aragona con l'intenzione poi di diventare suo luogotenente nei territori conquistati al Comune di Pisa. Anche se già legittimamente sovrano del suo regno, ambiva governare direttamente ed indirettamente tutta la Sardegna e la Corsica. Prima ancora dell'arrivo dei catalano aragonesi, l'11 aprile 1323, le sue truppe attaccarono autonomamente i pisani nei pressi di Sanluri. Chiese poi aiuto al re di Aragona che prontamente il 15 maggio inviò nell'isola tre navi cariche di soldati al comando di Gherardo e Dalmazzo de Rocabertì. Queste truppe costituivano l'avanguardia di quella che sarebbe stata la forza di invasione vera e propria, formata da 53 galere e undicimila soldati, che sbarcò  Palma di Sulcis il 13 giugno e assediarono Villa di Chiesa (l'attuale Iglesias). La città si difese strenuamente e si arrese solo dopo sette mesi di resistenza. Il 13 febbraio del 1324, i catalano aragonesi e le truppe arborensi assediarono il castello di Cagliari ed il 29 dello stesso mese si scontrarono in una violentissima battaglia con l'esercito pisano accorso a liberare la città assediata. Gli iberici vinsero con difficoltà, subendo ingenti perdite; sempre lo stesso giorno l'ammiraglio Francesco Carros distrusse le navi pisane nelle acque del golfo di Cagliari. Nel trattato di resa, sottoscritto da vincitore anche da Ugone II, i pisani consegnarono al regno di Sardegna e Corsica tutti i loro possedimenti nel cagliaritano e nella Gallura, tenendosi però la città di Cagliari. Gli scontri si conclusero il 19 luglio 1324 con la presa del Castello di Cagliari e la sua concessione in feudo agli stessi Pisani. In quell'anno, nei pressi dell'attuale Cagliari, nacque il primo nucleo territoriale del regno di Sardegna. La spartizione dei territori conquistati avvenne subito. Le città e alcune ville furono lasciate alla Corona d'Aragona e diventarono Città e ville reali, le campagne furono infeudate introducendo l'istituto del feudalesimo. I territori così assegnati diventarono contée e marchesati. La Marmilla Cagliaritana, passata a Cagliari nel 1206, fu assegnata in feudo ad Ugone II di Arborea che già la possedeva. Ugone restò fedele alla corona, sistemò i figli con un'abile politica matrimoniale e costrinse i figli Mariano e Giovanni a ricevere un'educazione catalana.

I quattro Regni Sardi nellEtà dei Giudicati

## I quattro Regni autoctoni
In Sardegna esistevano delle istituzioni statuali stabilmente conformate politicamente, i Regni giudicali o Giudicati. Al tempo dell'infeudazione però ne restava solo uno, il Giudicato d'Arborea, essendo stati, quelli di Cagliari e Gallura, abbattuti manu militari dagli altri Giudicati e dalla Repubblica di Pisa, e il terzo di Torres si era dissolto a seguito della crisi dinastica dopo la morte dell'ultima giudichessa, Adelasia di Torres, e del vicariato di Michele Zanche. Al suo posto erano sorte le signorie dei Doria e dei Malaspina e il libero comune di Sassari. Il Papa dava de facto al re d'Aragona piena licentia invadendi, cioè il permesso di occupare militarmente le due isole per dare vita al Regno di Sardegna e Corsica, con lo scopo di annichilire la potenza ghibellina di Pisa.
I Regni di Cagliari, di Arborea, di Torres e di Gallura erano stati sovrani, formatisi come conseguenza dell'isolamento cui fu costretta l'isola in seguito all'espansione islamica nel Mar Mediterraneo, tra VIII e IX secolo, ed al conseguente ritiro da parte dei Bizantini. Ma le opposte ideologie politiche dell'epoca, secondo le quali la sovranità suprema apparteneva al Papa o all'Imperatore del Sacro Romano Impero, erano premessa per l'intromissione di questi poteri nella politica isolana. Tanto più che i Giudicati, in quanto eredi dell'amministrazione bizantina e influenzati dalla cultura religiosa greca con la quale il Papato aveva definitivamente rotto ogni legame con lo scisma del 1054, non erano giuridicamente ben inquadrati nelle organizzazioni politiche dell'occidente. Già il Giudice Barisone II d'Arborea "acquistò" il titolo di Re di Sardegna dall'Imperatore Federico Barbarossa nel 1164 ma non riuscì a realizzare l'impresa di unificare la Sardegna sotto il suo scettro.
Dopo la conquista araba della Sicilia, il territorio sardo probabilmente si organizzò inizialmente in un unico Giudicato, con sede a Cagliari, nelle mani di due famiglie, Lacon e Gunale, e venne probabilmente già diviso in più entità amministrative locali, sull'orma della suddivisione amministrativa bizantina. Ma l'attacco di Museto, intorno al 1015, ruppe gli equilibri dell'isola con numerose sconfitte dei sardi, ma grazie alle spedizioni pisano-genovesi per la Sardegna e dopo anni di guerra, si riuscì a liberare l'isola dalla minaccia dei musulmani. Il potere de Giudice di Cagliari ne uscì fortemente indebolito e, forse anche per dissidi e interessi all'interno della famiglia regnante, nonché per l'influenza delle sempre più potenti repubbliche marinare, ben presto le entità amministrative presero fisionomia in quattro regni indipendenti e i loro rispettivi territori corrispondevano a quelli dei quattro lociservatores che l'amministrazione bizantina aveva lasciato in eredità. L'origine storica dei regni sardi medievali risiederebbe, quindi, nell'evoluzione delle antiche circoscrizioni bizantine in entità sovrane autonome.
Secondo una teoria tramandata nel condaghe di S. Gavino, fonte che risalirebbe al tardo XIII secolo, entrato in crisi il potere bizantino ci sarebbe stata la presa di potere da parte dei donnos, i titolari del potere economico. In seguito un esponente della categoria sarebbe stato nominato giudice con carica annuale. Infine la carica sarebbe diventata vitalizia.

### Influenza pisana e genovese
Le repubbliche marinare di Pisa e di Genova avevano aiutato i sardi a liberarsi dalle scorrerie barbaresche e salvandoli probabilmente dall'espansione islamica, ma l'aiuto prestato ebbe come conseguenza una loro sempre più crescente ingerenza, fino a quando non la occuparono militarmente e si spartirono tre dei quattro regni, fino ad allora rimasti indipendenti: il Giudicato di Cagliari, quello di Gallura e quello di Torres. Estese aree costiere, lungo tutta la costa orientale, dal Cagliaritano fino alla Gallura, costituivano invece i territori d'oltremare del Comune di Pisa, mentre vasti erano i possedimenti delle ricche famiglie dei Doria, dei Malaspina e dei Donoratico nella parte nord occidentale. Altri terrori, come Sassari, Iglesias e Cagliari, si costituirono liberi comuni con varie alleanze, e propri statuti scritti in latino medievale, toscano e sardo. La Corsica, dal 1299 apparteneva stabilmente alla Repubblica di Genova e, nonostante i vari tentativi di invasione, non fu mai conquistata.

L'albero eradicato, stemma del Regno di Arborea

## Il regno di Arborea
Il regno di Arborea fu l'ultimo giudicato superstite. Questo perché nella metà del XII secolo ampliò le sue alleanze familiari imparentandosi con nobili catalano-aragonesi dando vita alla dinastia dei Cervera-Bas-Serra, e partecipò nel 1258 insieme a pisani, logudoresi e galluresi alla distruzione del Giudicato di Cagliari, di cui incamerò parte dei territori nel Campidano. Nel 1323-24, insieme ai sassaresi, sostenne l'invasione aragonese che scacciò dall'isola i pisani, già in forte declino dopo la Battaglia della Meloria, e diventarono i loro vassalli in parte dell'isola. Questo arrestò il processo di rinnovamento economico e culturale che Pisa e Genova, e la Chiesa stessa con i suoi ordini monastici avevano portato avanti, avviando la Sardegna verso un chiaro progresso sociale, e nello stesso tempo gli alleati aragonesi introdussero il feudalesimo fino ad allora sconosciuto nell'isola.
Dopo la pesante peste nera e ulteriori conflitti come la battaglia di Aidu de Turdu, nel 1353-54 gli arborensi ruppero il vassallaggio con la Corona d'Aragona, e si allearono coi Doria genovesi, portando a decenni di guerre ininterrotte per l'unificazione dell'isola, in cui il Regno di Sardegna fu svariate volte ridotto unicamente alle città fortificate di Cagliari e di Alghero, mentre tutto il restante territorio isolano era in mano arborense. Tuttavia nel 1409 dopo la pesante sconfitta nella Battaglia di Sanluri, gli Arborea spostarono la capitale a Sassari, e dopo ulteriori fallimenti militari cedettero i diritti sui rimanenti territori per 100.000 fiorini d'oro nel 1420. A resistere nell'isola restarono solo i Doria, la cui città di Castelsardo cadde solo nel 1448. Fra il 1470 e il 1478 due discendenti degli Arborea si scontrano nuovamente in battaglia per i diritti sul Marchesato di Oristano.

## Le guerre contro il regno di Arborea
Gli anni che seguirono lo sbarco aragonese sull'isola furono assai tormentati. Nel 1347, con la salita al trono di Mariano IV di Arborea, figlio di Ugone II Cappai de Baux e fratello di Pietro III che lo precedette nel trono, iniziò un lungo periodo di guerre accompagnato da terribili epidemie di peste. La guerra fu dichiarata dalla Corona de logu nel settembre 1353. Il suo esercito invase il cagliaritano, catturò in uno scontro Gherardo Della Gherardesca, comandante dei Catalano-Aragonesi e assediò Castel di Castro non riuscendo comunque ad espugnarlo. Nel nord dell'isola le sue truppe, insieme a quelle alleate dei Doria, riuscirono invece a prendere Alghero e posero sotto assedio la città di Sassari. Il re Pietro il Cerimonioso reagì inviando in Sardegna una spedizione militare. Nonostante un tentativo di risolvere per via diplomatica le vertenze non l'elemento locale tramite la realizzazione del Primo Parlamento Sardo, la missione militare fallì nel suo obiettivo di fermare i Sardo-giudicali. L'11 luglio 1355 fu firmata la pace di Sanluri: Alghero fu restituita al re di Sardegna e Corsica. Dopo un decennio di pace Mariano IV munito di una licenza invadendi rilasciata dal pontefice Urbano V in quanto il re d'Aragona non pagava alla Chiesa in censo pattuito al momento dell'incoronazione, il 18 ottobre 1365 riprese la guerra sempre più deciso ad unificare l'isola per diventarne l'unico sovrano. Per fronteggiare la nuova minaccia, Pietro il Cerimonioso allestì una nuova spedizione militare al comando della quale mise Pietro Martinez de Luna. Sbarcati sull'isola, dopo una furiosa e sanguinosa battaglia nei pressi di Oristano, nel giugno 1368, gli iberici furono duramente sconfitti. Ormai padrone della Sardegna, portò avanti il suo disegno unificatore, continuò la guerra e mise sotto assedio la città di Sassari, questa volta espugnandola. Al Regno di Sardegna e Corsica non restavano che le sole città di Cagliari e di Alghero, che resistevano ancora, rifornite via mare. Non riuscì però a coronare il suo sogno: proprio mentre si apprestava a dare la spallata finale, nell'estate del 1376, all'età di 57 anni morì di peste.

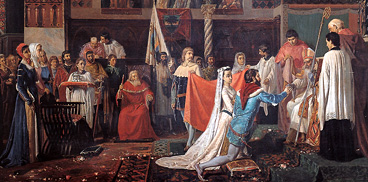
Le nozze tra Eleonora d'Arborea e Brancaleone Doria (opera di fantasia)

### Eleonora d'Arborea
Alla morte di Mariano IV d'Arborea visconte de Bas, salì al trono il figlio Ugone III. Questi aveva avuto un'educazione prettamente militare ed aveva seguito il padre nelle numerose campagne militari contro gli aragonesi. Rivolse tutti i suoi sforzi e quelli del suo Giudicato, alla continuazione della guerra iniziata dal padre. Ricordato come un sovrano crudele, per via della pervicacia nell'azione militare, continuò la politica di ostilità nei confronti del regno aragonese in Sardegna, tanto da spingere l'Aragona a cercare di eliminarlo al di fuori dei campi di battaglia. Nonostante la sua preminente qualità militare, fu comunque un abile diplomatico, riuscì infatti a far sposare la sorella Eleonora con Brancaleone Doria, erede delle terre logudoresi dei Doria. La particolare situazione in cui si trovava la Sardegna in quegli anni, con l'Arborea padrona di gran parte dell'isola, ma ancora in guerra con l'Aragona che teneva Cagliari e Alghero, segnava lo svantaggio che l'Aragona aveva accumulato negli anni di guerre con Mariano IV prima e con Ugone III poi. Ma gli Arborea avevano anche degli altri nemici "non dichiarati", nelle famiglie genovesi che ancora avevano possedimenti specie nel sassarese. Gli stessi Doria, con cui attraverso la sorella Eleonora erano imparentati, spesso tendevano a tramare ora contro l'Arborea ora contro l'Aragona. Ugone fu ucciso da una congiura ordita all'interno del Giudicato, ma spinta e finanziata dall'Aragona. In quell'occasione venne anche ucciso il figlio di Ugone, che sarebbe stato primo in linea di successione del Giudicato, chiaro segno questo che lo scopo della congiura non era solo eliminare Ugone, ma destabilizzare l'intera Arborea neutralizzando la famiglia degli Arborea. In seguito alla morte di Ugone III e dell'erede legittimo si aprì una fase, breve ma difficoltosa, di successione, (il bannus-consensus) e la Corona de Logu chiamò a regnare Federico Doria Cappai, figlio primogenito di Eleonora e di Brancaleone. Avendo però 6 anni, governò per suo conto la madre. Eleonora fu dunque una regina-reggente e lo fu anche per l'altro figlio, Mariano V Doria Cappai, divenuto re quando morì Federico all'età di 10 anni. La sua fama oltrepasserà i confini dell'isola e diventerà per il popolo sardo un simbolo di indipendenza e di libertà. Nel 1395 ampliò il contenuto di norme della Carta de Logu, un insieme di leggi già promulgata dal padre Mariano IV, che nel codice civile e in quello rurale, sintetizzavano la concezione statale che i sardi si tramandavano - secondo alcuni - sin dall'epoca della civiltà nuragica. Fu il marito Brancaleone - però - che condusse la guerra contro il regno di Sardegna e Corsica, continuando il sogno unificatore di Mariano IV. Il 1º aprile 1391 ricusò la pace del 1388 e alla testa del suo esercitò, il 16 agosto, occupò Sassari. Sempre con il figlio Mariano al fianco, invase i territori aragonesi della costa nord orientale, prendendo il castelli della Fava (presso il paese di Posada), di Galtellì, di Pedreso e di Bonvehì. Ben presto conquistò tutta la Sardegna settentrionale, rimase in mano aragonese solo Alghero e Longosardo. A settembre si diresse verso Sud e il 3 di ottobre con il suo esercito entrò a Villa di Chiesa e occupò tutto l'Iglesiente: in meno di sei mesi, il regno di Sardegna e Corsica si era nuovamente ridotto alle sole città di Alghero e di Cagliari. Tutto il resto era nuovamente Sardegna arborense.

### La battaglia di Sanluri
Verso la fine del XIV secolo e gli inizi del XV secolo, la Sardegna subì i devastanti effetti della peste nera che già aveva seminato morte in tutta Europa. L'epidemia si diffuse in tutta l'isola decimando città e villaggi già fortemente provati dalle estenuanti guerre. Ovunque regnava morte e disperazione e in questo scenario apocalittico anche le operazioni militari si fermarono. Morì Eleonora, mori anche il figlio Mariano V senza lasciare eredi.
Alla Corona de Logu non restò che affidare il Regno agli eredi di Beatrice Cappai de Baux, figlia di Mariano IV e moglie di Amerigo VI, visconte di Narbona; suo nipote, Guglielmo III di Narbona, fu allora designato giudice. Intanto, approfittando dei problemi di successione al trono arborense, il 6 ottobre 1408, un potente esercito, al comando di Pietro Torrelles, generale di Martino I il Giovane, re di Sicilia ed erede alla corona di Aragona, sbarcò a Cagliari. L'8 dicembre arrivò sull'isola anche Guglielmo III di Narbona ed il 13 gennaio 1409 fu incoronato ad Oristano re di Arborea.
Dopo svariati tentativi di trovare un accordo diplomaticamente, non riuscendo a trovare nessun compromesso, la guerra fu inevitabile. I primi scontri avvennero in mare, quando il 1º giugno 1409, nel golfo dell'Asinara la flotta catalano-aragonese distrusse 6 galere genovesi mandate in aiuto agli arborensi, mentre il 30 giugno, le campagne di Sanluri furono teatro della battaglia decisiva tra il regno di Sardegna e Corsica ed il regno di Arborea.
L'esercito di Guglielmo III di Narbona era composto da 17.000 fanti arborensi, duemila cavalieri francesi e mille balestrieri genovesi. L'esercito del regno di Sardegna e Corsica era composto invece da ottomila fanti e tremila cavalieri siciliani, cavalieri catalani, aragonesi, valenzani e balearini. Meglio armati ed organizzati, sfondarono la parte centrale dello schieramento arborense, dividendolo in due tronconi. La battaglia fu durissima e si risolse in una vera disfatta per i sardo-giudicali.

Stemma di Martino I di Sicilia

### Guerra ad oltranza
Venticinque giorni dopo la battaglia, Martino il Giovane morì improvvisamente di malaria ed al suo posto, Pietro Torrelles, già suo luogotenente, continuò la guerra. Il 17 agosto 1409, nei pressi di Santa Giusta, si svolse la seconda battaglia e questa volta furono i catalano-aragonesi a subire gravissime perdite, sul campo lasciarono più 6.500 morti. Ma inspiegabilmente, Leonardo Cubello, comandante degli arborensi al posto di Guglielmo di Narbona - andato in Francia per cercare rinforzi - non sfruttò appieno il vantaggio militarmente acquisito e si ritirò in Oristano. Intanto affluivano ingenti rinforzi dalla Spagna e ben presto, riorganizzatisi, gli iberici espugnarono Bosa e misero sotto assedio Oristano.
A questo punto della guerra, per motivi sconosciuti, Pietro Cubello, il 29 marzo 1410, si arrese senza combattere. Molti storici pensano ad una collusione con il nemico, anche perché di lì a poco, ricevette in feudo - dal re di Sardegna - il Marchesato di Oristano.

### La resistenza arborense
Il regno di Arborea, benché avesse perso la sua capitale e i territori storici, era ancora vivo e controllava tutta la Sardegna nord orientale. La capitale venne spostata a Sassari e Guglielmo III di Narbona, rientrato nell'isola, manteneva vivo il conflitto, aiutato dai genovesi e da Nicolò Doria, figlio di Brancaleone Doria. Espugnò il castello di Longosardo per poi minacciare direttamente Oristano. Il 6 maggio 1412, cercò di impadronirsi di Alghero al comando di un esercito composto da francesi e sassaresi, ma i catalani li respinsero. Con il passare del tempo il regno si avviava ormai verso una inesorabile decadenza. Malvisto dai sardi giudicali e sfiduciato, il 25 maggio 1414, Guglielmo III cercò un accordo con il Re di Sardegna. Gli vennero offerti 100.000 fiorini d'oro, improvvisamente però Ferdinando I di Aragona morì prima di arrivare ad una conclusione. Al suo posto salì a sul trono della Corona il figlio Alfonso IV di Aragona. Con lui al potere la corona raggiunse la massima estensione territoriale e prese sul serio l'idea di unificare definitivamente tutti i territori del regno di Sardegna e Corsica. Da tempo in Spagna si stava allestendo una poderosa flotta per invadere la Corsica. Senza indugi, ruppe unilateralmente la pace con Genova e i vari trattati sottoscritti. Volle comunque portare prima a termine le trattative - già intavolate dal padre - per l'acquisto dei diritti sulla corona di Arborea. Il 17 agosto 1420, ad Alghero, dopo più di cinque secoli, per 100.000 fiorini d'oro finì per sempre il Regno di Arborea. Di li a poco, intanto, la spedizione contro la Corsica andò incontro ad un completo fallimento.

### La rivolta di Leonardo Alagon
Dopo la morte di Leonardo Cubello, marchese di Oristano e conte del Goceano, e del figlio Salvatore, il Marchesato fu rivendicato da Leonardo Alagon in quanto discendente per parte di madre ai Cubello. La rivendicazione di Leonardo, però, incontrò l'opposizione del viceré Nicola Carros, discendente di Ugone II di Arborea per parte di madre. A causa di queste tensioni fra opposte fazioni, ad Oristano scoppiò una rivolta capeggiata da Leonardo Alagon. Il 14 aprile 1470, l'esercito del ViceRé - che si apprestava ad occupare la città e a sedare i disordini - fu sconfitto dai rivoltosi nella battaglia di Uras. Nicolò Carros riferì al Re di Sardegna del pericolo che Leonardo Alagon potesse scatenere una rivolta generale su tutta l'isola. Giovanni II allora, dopo aver concesso a Leonardo l'investitura del marchesato, allarmato, sentenziò nei confronti di tutta la famiglia Alagon - una terribile condanna di morte e la confisca di tutti i beni concessi. A quel punto nel 1475, la rivolta si allargò ulteriormente e Leonardo de Alagon raccolse tutte le popolazioni dell'isola insofferenti del dominio straniero.
Dalla Spagna e dagli altri stati della Corona furono inviati rinforzi, mentre sull'isola una violenta epidemia di peste bubbonica devastava i villaggi e le città. Insorsero contro il regno di Sardegna le regioni della Barbagia, del Goceano, il Marghine, il Mandrolisai, i Campidani, e tutta l'isola fu scossa da violenti tumulti.

### La battaglia di Macomer
La battaglia decisiva fu preceduta da sanguinosi scontri a Mores e ad Ardara. Il 19 maggio 1478, l'esercito del ViceRé sorprese i sardi ribelli nei pressi di Macomer. Lo scontro fu durissimo. Leonardo Alagon fu sconfitto dalle soverchianti forze aragonesi formate da contingenti di spingarderos e armate con potenti artiglierie giunte dalla Sicilia. Artale, il figlio di Leonardo morì combattendo. Sul campo perirono dagli 8.000 ai 10.000 uomini.
Leonardo Alagon fuggì a Bosa da dove si imbarcò per raggiungere Genova. In alto mare fu però tradito, fatto prigioniero e consegnato all'ammiraglio aragonese Giovanni Villamarì che lo condusse a Valencia. Condannato a morte, successivamente la pena gli fu tramutata in carcere a vita. Fu rinchiuso nel castello di Xàtiva, dove morì il 3 novembre 1494.

## I regnanti catalano-aragonesi del Regno di Sardegna
- 1297-1327: Giacomo il Giusto;
- 1327-1336: Alfonso il Benigno;
- 1336-1387: Pietro il Cerimonioso;
- 1387-1396: Giovanni il Galantuomo;
- 1396-1410: Martino l'Umano;

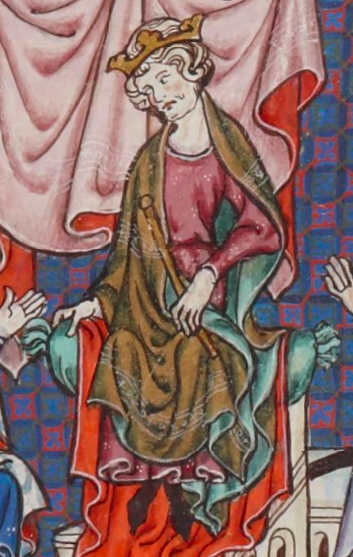
Giacomo II di Aragona, primo re di Sardegna

- 1412-1416: Ferdinando I di Aragona;
- 1416-1458: Alfonso II il Magnanimo;
- 1458-1479: Giovanni II di Aragona;
- 1479-1516: Ferdinando II il Cattolico;

Nel 1336 morì Alfonso il Benigno, che lasciò il trono al figlio Pietro il Cerimonioso. Fu il sovrano che ebbe rapporti con quasi tutti i Giudici d'Arborea del XIV secolo: Ugone II, Pietro III, Mariano IV, Ugone III, Federico Doria Cappai de Baux ed Eleonora quand'era reggente del figlio Federico. Solo Mariano Doria Cappai de Baux e Guglielmo III di Narbona non ebbero a che fare con Pietro il Cerimonioso, che morì nel 1387.
Giovanni il Galantuomo (1387-1396) trattò con Eleonora, che era reggente per Federico, e Martino il Vecchio (1396-1410) trattò con Federico, con Mariano e vinse a Sanluri con Guglielmo III di Narbona il 30 giugno 1409. In luglio morì Martino il Giovane e l'anno successivo morì anche Martino il Vecchio, mentre i suoi luogotenenti prendevano Oristano e lo trasformavano in Marchesato il 29 marzo 1410.
Col compromesso di Caspe saliva sul trono Ferdinando di Antequera (1410-1416), un Trastámara castigliano. Gli succedette Alfonso V il Magnanimo (1416-1458) dopo aver concesso la Marmilla cagliaritana a Leonardo Cubello nel 1416 per la somma di 25.000 fiorini d'oro e la Marmilla giudicale a Berengario Carròz, governatore del Capo di Cagliari e Gallura e capitano generale dell'esercito aragonese in Sardegna, marchese di Quirra e barone di San Michele.

## Le condizioni sociali
Alfonso V convocò il primo Parlamento dei tre stamenti o bracci. L'isola era spopolata da 60 anni di guerra, a causa di alluvioni, pestilenze, incursioni e brigantaggio. Cagliari vide migliorare la situazione socio-economica e culturale. Le scuole erano in mano ai religiosi, le arti si svilupparono per merito di artisti locali e stranieri. Alla seconda metà del Quattrocento appartengono i retabili del Maestro di Castelsardo e del Maestro di Ozieri. Ci furono numerosi incisori, argentieri e gioiellieri. Nelle città regie si notarono forti miglioramenti.

### I vari tributi
La situazione peggiorò nelle campagne dove fu applicato il feudalesimo anche negli ex territori dell'Arborea. Gli abitanti condussero una vita grama e dolorosa, sottoposti alle prepotenze ed agli abusi dei signori locali e dei loro procuratori (podatari), dato che i titolari vivevano in territorio iberico. I tributi erano numerosi e gravosi il più importante era il Focatico o Feu, pagato collettivamente e ripartito dalla comunità tra le singole famiglie. Seguiva il Llaor che gravava sui seminati e non sul raccolto. Il diritto di Paglia si pagava in grano ed orzo per mantenere i cavalli del viceré. Le Decime erano pagate alla Chiesa per mantenere i prelati, i parroci e i vice parroci. Anche il bestiame era tassato con il Deghino o Sbarbagio. Si pagava il 10% del miele e della cera e una percentuale per il vino venduto. A tutto si aggiungeva la Roadia (prestazioni gratuite per il signore e del trasporto gratuito fino a Cagliari delle tasse riscosse in natura), le Silvae, il Presènti, le Corvées. Si pagava per la Scolca (servizio di polizia), per la Curia (tribunale di prima istanza), per il mantenimento delle carceri e per il mezzo postatico (trasporto della corrispondenza).
Alfonso il Magnanimo morì a Napoli nel 1458. Lasciò il trono al fratello Giovanni II d'Aragona. Dopo la guerra civile del 1468 si raggiunse un accordo nel 1469, stabilendo il matrimonio tra l'erede al trono catalano-aragonese e quella castigliana. Alla morte di Giovanni II salirono al trono Ferdinando II d'Aragona ed Isabella di Castiglia (1479-1516) dando origine al regno di Spagna e ponendo fine al Medioevo sardo nel 1479. Un anno prima finiva il Marchesato d'Oristano con la sconfitta di Leonardo Alagon, ma non il titolo che passò al re spagnolo e poi ai Savoia che lo ereditarono e lo conservarono anche dopo l'unità d'Italia avvenuta il 17 marzo 1861.